# 舒沙县

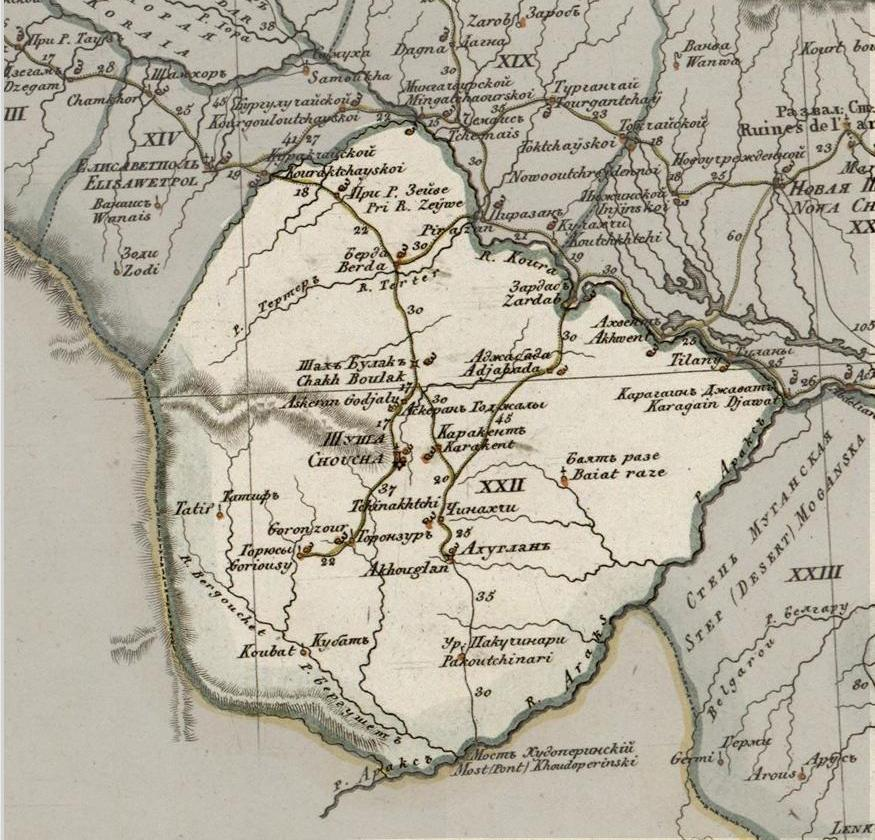
1823年的卡拉巴赫汗国疆域

舒沙县（羅馬化：Shushinskiy Uyezd），俄罗斯帝国位于高加索地区的一个县，行政中心是舒沙。

## 历史沿革
1813年10月，俄罗斯与波斯签订《古利斯坦条约》，以舒沙为中心的卡拉巴赫汗国被割让给俄罗斯。1822年，卡拉巴赫汗国被废除，成立卡拉巴赫省，舒沙属之。1840年，外高加索地区行政机构改革，设立隶属于里海州的舒沙县，县治设在舒沙。1844年，成立高加索總督區，里海州属之。1846年，里海州被分为杰尔宾特省和沙马基省，舒沙县属沙马基省。1859年，沙马基省省会迁至巴库并改称巴库省，舒沙县仍属之。1867年，伊莉莎白波爾省建立，舒沙县被划入该省，并从舒沙县析置赞杰祖尔县。1873年，又从舒沙县析置杰文希尔县和赞格祖尔县。